# Uiterjoon
Een uiterjoon was een dobbervormig drijflichaam genaamd joon dat in gebruik was bij de vleetvisserij op haring. De vleet, het samenstel van netten, ook wel genoemd het want, hing - uitgezet vanaf het vissersschip - als het ware als een gordijn in zee. De lengte ervan besloeg enkele kilometers. Om aan de schepelingen aan te geven waar men het eind van hun netten in zee kon aantreffen wist men met behulp van een kijker de plek te vinden waar zich hun specifieke joon, vanwege zijn plaatsing uiterjoon genaamd, bevond. Aan de top van de steel van het bewuste joon waren twee vlaggetjes bevestigd.

## Trivia
Scheveningen, destijds een vissersplaats van formaat, kent een bejaardencentrum dat men destijds 'Het Uiterjoon' heeft genoemd. Dit centrum biedt onder meer huisvesting aan oude vissers en hun echtgenoten. De symboliek van de benaming 'Het Úiterjoon' schuilt in de verwijzing naar de laatste in zee staande joon bij de vleetvisserij. Het uiterjoon duidde het eindpunt van de vleet aan zoals een bejaardencentrum een zeker einde aanduidt van de loop van een mensenleven.